# Pierre Vilar

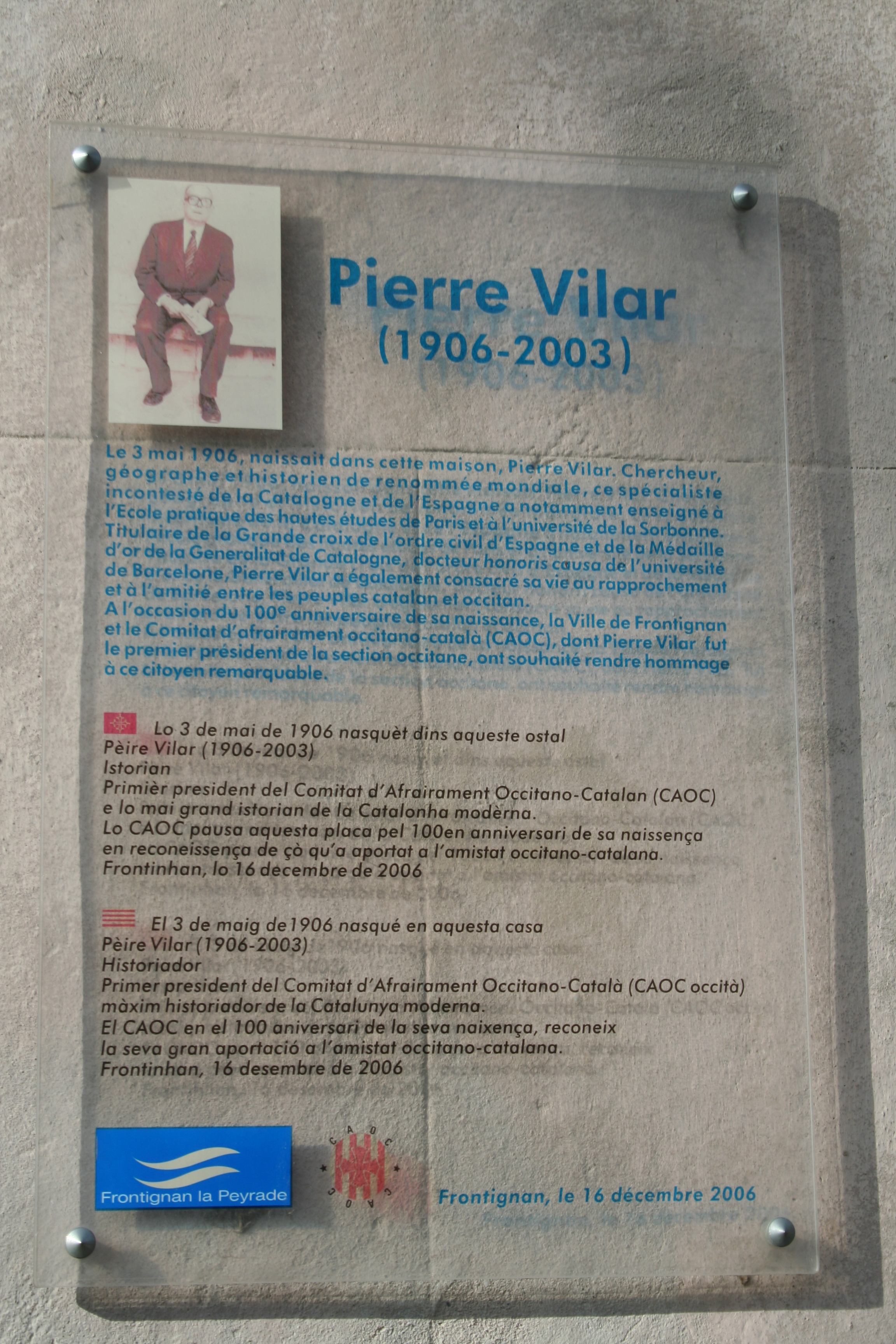
Pèire Vilar

Pierre Vilar, també conegut com a Pèire Vilar, (Frontinhan, Llenguadoc 3 de maig de 1906 - Donapaleu, Baixa Navarra 7 d'agost de 2003) fou un historiador i professor universitari marxista occità. És considerat una de les màximes autoritats en l'estudi de la Història de Catalunya, i d'Espanya, tant del període de l'Antic Règim com de l'edat contemporània.

## Biografia
Va néixer el 3 de maig de 1906 a Frontinhan, ciutat situada al Llenguadoc. Va estudiar Història a La Sorbona, de la qual fou catedràtic el 1965. Membre de l'École pratique des Hautes Études de París, ha estat nomenat, entre d'altres, doctor honoris causa per les universitats de Barcelona i València.
El 1987 fou guardonat pel Congrés de Cultura Catalana i l'any 2000 li fou concedida la Medalla d'Or de la Generalitat de Catalunya. Fou membre corresponent estranger de l'Acadèmia de Bones Lletres de Barcelona (1958) i de l'Institut d'Estudis Catalans (1961). L'any 1996 se li va atorgar la Medalla d'Honor de la Xarxa Vives d'Universitats.
Vilar morí el 7 d'agost de 2003 a Donapaleu, població situada a la Baixa Navarra.

## Activitat historiogràfica
Va coincidir com a estudiant amb Jean Paul Sartre i Paul Nizan. Com a deixeble d'Ernest Labrousse es va preocupar en la metodologia de la història, defensant la teoria de la Història total des d'una perspectiva materialista. Estimulat per Maurice Legendre va viatjar a Espanya l'any 1929, establint-se a Barcelona i relacionant-se amb Gonçal de Reparaz, Pau Vila o Pere Bosch-Gimpera.
Va ser professor de l'Institut Francès de Barcelona des de 1934, excepte en el període de la Guerra Civil espanyola i la Segona Guerra Mundial. Durant les seves estades va investigar i va redactar la seva tesi doctoral Catalunya a l'Espanya Moderna (1962), considerada un clàssic de la historiografia i model de síntesi regional. La seva breu, però influent, Histoire de l'Espagne ("Història d'Espanya") va ser un èxit de vendes fins i tot abans de permetre's legalment la seva venda, prohibida durant el franquisme, i va continuar sent molt utilitzada en l'ensenyament i els ambients progressistes de la dècada del 1970 i 1980 del segle xx.

## Activitat occitanista
Pèire Vilar fou el primer president del Cercle d'Agermanament Occitano-Català, càrrec que ocupà tres anys (del 1978 fins al 1981).

## Obra seleccionada
- 1947: Histoire de l'Espagne
- 1959: Le déclin catalan du bas Moyen-Âge. Hypothèses sur sa chronologie'
- 1962: La Catalogne dans l'Espagne moderne. Recherches sur les fondements économiques des structures nationales
- 1965: Crecimiento y desarrollo
- 1969: Oro y moneda en la historia
- 1975: Assaigs sobre la Catalunya del segle XVIII
- 1975: Historia marxista, historia en construcción
- 1980: Introducción al vocabulario del análisis histórico
- 1986: La guerre d'Espagne
- 1987-1990: Història de Catalunya (director), 8 volums
- 1995: Tres i quatre, autobiografía

## Fons Pierre Vilar
El Fons Pierre Vilar de la Universitat de Girona (UdG) recull tots els llibres dels segles xix i xx de la biblioteca personal de l'historiador Pierre Vilar, donats per la seva família el 2006. En total, són més de 6.500 volums i 331 títols de revista, alguns d'ells signats pels autors i amb dedicatòries. Els llibres estan dipositats a la Biblioteca del campus Barri Vell de la Universitat de Girona.
La catalogació del Fons es va realitzar durant el mateix any 2006, i s'engloba dins un projecte més ambiciós de commemoració del centenari del naixement de l'historiador, entre els anys 2006 i 2007.
La suma d'aquest llegat al dels Fons Jaume Vicens Vives, Joan Reglà, Ramon Garrabou, Jordi Nadal, Joaquim Nadal i Lluís Maria de Puig confereixen a la Universitat de Girona una gran rellevància com a centre d'investigació històrica i historiogràfica a Catalunya.